# Sebastián Herrera
 (octobre 2014).
Si vous disposez d'ouvrages ou d'articles de référence ou si vous connaissez des sites web de qualité traitant du thème abordé ici, merci de compléter l'article en donnant les références utiles à sa vérifiabilité et en les liant à la section « Notes et références ».
Pour les articles homonymes, voir Herrera.
Sebastián Herrera Zamora, né le 22 avril 1969 à Copenhague (Danemark), est un footballeur espagnol des années 1990 et 2000 qui jouait au poste de défenseur.

## Biographie
Sebastián Herrera naît au Danemark car ses parents s'y trouvent pour des raisons professionnelles. La famille s'établit près de Barcelone lorsque Sebastián est âgé de deux ans.
En 1980, à l'âge de onze ans, il rejoint La Masia, le centre de formation du FC Barcelone.
Lors de la saison 1988-1989, il commence à jouer avec le FC Barcelone C. Ses bonnes performances lui permettent de jouer avec le FC Barcelone B en fin de saison.
Herrera devient un des joueurs les plus prometteurs du Barça. Lors de la saison 1990-1991, l'entraîneur Johan Cruijff lui donne sa chance en équipe première. Herrera débute en match officiel avec le FC Barcelone le 5 décembre 1990 au Camp Nou lors d'un Clásico face au Real Madrid (match aller de la Supercoupe d'Espagne, victoire 1 à 0 des Madrilènes). Herrera joue les 90 minutes du match et exerce un bon marquage sur l'attaquant du Real Hugo Sánchez. Le bon match d'Herrera incite Cruijff à l'inclure dans le onze titulaire du match retour (victoire 4 à 1 du Real).
Herrera débute ensuite en compétition européenne au printemps 1991 lors des 1/4 de finale de la Coupe des vainqueurs de coupe face au Dynamo Kiev. Herrera joue aussi quelques minutes lors de la demi-finale retour contre la Juventus. Par contre, il ne joue pas la finale perdue face à Manchester United.
Cette saison-là (1990-1991), le FC Barcelone remporte le championnat d'Espagne. Herrera débute en championnat le 5 mai 1991 au Camp Nou face au Real Saragosse.
La saison 1991-1992 devait être celle de la consolidation d'Herrera au sein de l'équipe première du Barça en raison du départ éventuel de Ricardo Serna. Mais Serna reste au Barça et le staff du Barça préfère qu'Herrera soit prêté à un club de première division. Herrera joue donc pendant une saison au RCD Majorque. Il joue peu et Majorque descend en deuxième division.
Herrera revient au FC Barcelone pour la saison 1992-1993 en remplacement du défenseur central Nando. Cependant, Johan Cruijff n'est pas satisfait du rendement d'Herrera durant la pré-saison. Herrera est prêté au Real Burgos. Il est titulaire lors du deuxième tour du championnat mais Burgos descend en D2.
En septembre 1993, Herrera est prêté à l'UE Lleida. Pour la troisième fois consécutive, le club d'Herrera descend en deuxième division.
En juin 1994, Herrera est transféré au RCD Espanyol. Il est titulaire indiscutable durant trois saisons formant la charnière centrale avec Mauricio Pochettino. La revue Don Balón lui decerne le prix de Meilleur défenseur central de la Liga au terme de la saison 1994-1995.
Lors de la saison 1995-1996, l'Espanyol parvient en demi-finale de la Coupe d'Espagne et se qualifie pour la Coupe UEFA. Herrera vit alors les meilleurs moments de sa carrière.
En été 1997, Herrera décide de quitter l'Espanyol pour des raisons familiales alors qu'il a encore deux ans de contrat. Il est transféré à l'UD Las Palmas (club de D2) pour un montant de 125 millions de pesetas.
Herrera est titulaire indiscutable avec Las Palmas durant deux saisons. Il joue ensuite une saison au CD Logroñés.
En 2000, il est recruté par le club portugais du SC Farense. Il joue pendant deux saisons en première division portugaise.
Herrera joue ensuite dans divers clubs modestes de Catalogne (CF Gavà, FC Santboià). Il met un terme à sa carrière en 2008.

## Palmarès
Avec le FC Barcelone :
- Champion d'Espagne en 1991